# Podsavezna nogometna liga Gospić 1968./69.
Podsavezna nogometna liga Gospić, odnosno Liga Nogometnog podsaveza Gospić za sezonu 1968./69. je bila liga četvrtog stupnja nogometnog prvenstva Jugoslavje. 
 
Sudjelovalo je ukupno 9 klubova, a prvak je bila "Lika" iz Zagreba. 
 
U završnici ntjecanja je tada prvoplasirani klub - "Udarnik" iz Perušića donio odluku o rasformiranju, radi protesta radi odluke Nogometnog saveza Hrvatske i Zagrebačke zone u kojem je radi nedostatka odgovarajućeg igrališta i uvjeta onemogućeno odigravanje kvalifikacija za popunu "Zagrebačke zone". 

## Ljestvica
| mj. | klub                  | ut.                                   | pob.                                  | ner.                                  | por.                                  | gol+                                  | gol-                                  | bod                                   | bod-                                  |
| --- | --------------------- | ------------------------------------- | ------------------------------------- | ------------------------------------- | ------------------------------------- | ------------------------------------- | ------------------------------------- | ------------------------------------- | ------------------------------------- |
| 1.  | Lika Zagreb           | 16                                    | 11                                    | 1                                     | 4                                     | 48                                    | 16                                    | 23                                    |                                       |
| 2.  | Lika Lički Osik       | 16                                    | 10                                    | 1                                     | 5                                     | 70                                    | 32                                    | 21                                    |                                       |
| 3.  | Bratstvo Gračac       | 16                                    | 6                                     | 2                                     | 8                                     | 29                                    | 35                                    | 14                                    |                                       |
| 4.  | Gospić                | 15                                    | 6                                     | 1                                     | 9                                     | 43                                    | 47                                    | 13                                    |                                       |
| 5.  | Velebit Žabica        | 16                                    | 5                                     | 3                                     | 8                                     | 33                                    | 45                                    | 13                                    |                                       |
| 6.  | Jedinstvo Donji Lapac | 16                                    | 4                                     | 2                                     | 10                                    | 24                                    | 45                                    | 12                                    |                                       |
| 7.  | Ustanik Srb           | 16                                    | 5                                     | 2                                     | 9                                     | 29                                    | 63                                    | 12                                    |                                       |
| 8.  | Radnički Gospić       | 16                                    | 5                                     | 2                                     | 9                                     | 35                                    | 41                                    | 10                                    | -2                                    |
|     | Udarnik Perušić       | rasformirali se uoči posljednjeg kola | rasformirali se uoči posljednjeg kola | rasformirali se uoči posljednjeg kola | rasformirali se uoči posljednjeg kola | rasformirali se uoči posljednjeg kola | rasformirali se uoči posljednjeg kola | rasformirali se uoči posljednjeg kola | rasformirali se uoči posljednjeg kola |

## Rezultatska križaljka
| kratica | klub                  | BRA | GOS | JED | LIKLO | LIKZ | RAD | UST | VEL | UDA |
| --- | --------------------- | --- | --- | --- | ----- | ---- | --- | --- | --- | --- |
| BRA | Bratstvo Gračac       |     |     |     |       |      |     |     |     |     |
| GOS | Gospić                |     |     |     |       |      |     |     |     |     |
| JED | Jedinstvo Donji Lapac |     |     |     |       |      |     |     |     |     |
| LIKLO | Lika Lički Osik       |     |     |     |       |      |     |     |     |     |
| LIKZ | Lika Zagreb           |     |     |     |       |      |     |     |     |     |
| RAD | Radnički Gospić       |     |     |     |       |      |     |     |     |     |
| UST | Ustanik Srb           |     |     |     |       |      |     |     |     |     |
| VEL | Velebit Žabica        |     |     |     |       |      |     |     |     |     |
| UDA | Udarnik Perušić       |     |     |     |       |      |     |     |     |     |
| |                       |     |     |     |       |      |     |     |     |     |
| podebljan rezultat - utakmice od 1. do 9. kola (1. utakmica između klubova) rezultat normalne debljine - utakmice od 10. do 18. kola (2. utakmica između klubova) rezultat nakošen - nije vidljiv redoslijed odigravanja međusobnih utakmica iz dostupnih izvora rezultat nakošen i smanjen * - iz dostupnih izvora nije uočljiv domaćin susreta prekrižen rezultat - poništena ili brisana utakmica p - utakmica prekinuta 3:0 p.f. / 0:3 p.f. - rezultat 3:0 bez borbe |                       |     |     |     |       |      |     |     |     |     |

 Izvori: 